# Sämjehemman
Sämjehemman eller stadgehemman, ett hemman, som i äldre tider uppodlats inom samma rågång tillsammans med andra hemman, vanligen på någon allmänning, varför de i allmänhet blev införda i jordeboken som kronohemman. En persons eller inrättnings besittningsrätt till ett sämjehemman kallades sämjerätt. I Småland var benämningen sämje- och stadgehemman. Genom skatteköp ha dessa hemman förvandlades dessa till skattehemman.